# GERAN
GERAN（GSM EDGE Radio Access Network）是 GSM／EDGE 無線通訊網路（Radio Access Network）的縮寫，是GSM/EDGE的無線接入部分。GERAN 由 3GPP（Third Generation Partnership Project）主導。GERAN 是GSM的關鍵技術之一，並與UMTS/GSM結合。
GERAN 是GSM/EDGE的无线接入部分，包括基地台（base stations）和基地台控制器（base station controllers）以及各種介面（如Ater、Abis、A 等）
一個不含EDGE的GERAN的網路是GRAN。
一個不含GSM的GERAN的網路是ERAN。

## 外部連結
- 3GPP GERAN page